# Ibn Hanzala
Els Banu Hàndhala foren una família de notables àrabs al servei dels omeies, descendents d'Hàndhala.
Els personatges més destacats foren:
- Bixr ibn Safwan al-Kalbí, governador o valí omeia d'Egipte (720-721) i d'Ifríqiya (721 a 728).
- Hanzala ibn Safwan al-Kalbi, germà de l'anterior, també governador o valí d'Egipte (721-724) i d'Ifríqiya (742-747)[1]